# سوق توي
سوق توي هو سوق تجزئة مفتوح يقع على أطراف حي كيبيرا الفقير في نيروبي، كينيا. على قطعة أرض مساحتها ثلاثة أفدنة على طريق سونا، وهو شارع فرعي لطريق نغونغ الذي يمتد تقريبًا على طول نيروبي، من منطقة لانجاتا إلى مركز المدينة.
منذ إنشائه وحتى تدميره على يد العصابات خلال أعمال العنف التي أعقبت الانتخابات في أوائل عام 2008، كان سوق توي أحد أكبر الأسواق غير الرسمية في نيروبي، حيث كان يضم أكثر من 5000 تاجر. يبيع السوق بشكل رئيسي الملابس والأحذية، بالإضافة إلى الخضراوات والإكسسوارات الأخرى.
في أبريل 2018، أعلنت حكومة مقاطعة نيروبي أنها ستهدم السوق وتبني منازل حديثة على أرضه. وسيُنقل السوق إلى مكان آخر، على الرغم من أن الإعلان لم يحدد مكانه. هُدم السوق بعد شهر، واستمرت عمليات الهدم حتى يوليو 2018. مع ذلك، اعتبارًا من نوفمبر 2023، لا يزال السوق يعمل بشكل غير رسمي، مع أكشاك خشبية وحديدية مموجة منتشرة في جميع أنحاء الأرض.